# Amenhotep (főpap)
Amenhotep ókori egyiptomi pap volt, Ámon főpapja a XX. dinasztia uralmának vége felé, IX. Ramszesz, X. Ramszesz és XI. Ramszesz uralkodása alatt. Elődje, Ramszesznaht fia volt. Sokáig úgy gondolták, hogy Herihór követte a főpapi székben, de az is lehetséges, hogy Pianh volt az.

## Családja
Apja Ramszesznaht, Ámon főpapja, anyja Adzsedet-Aat, Nehbet főpapjának, Szétaunak a lánya. Több testvére ismert: legidősebb fivére, Meribaszt, Ámon papja; fivére, Uszermaatrénaht fő háznagy; lánytestvére, Aatmerit; fivére, Neszamon, Ámon második prófétája.
Felesége vagy feleségei kilétéről nincsenek szilárd adatok. Lehetséges, hogy Hrere volt a felesége, de jelenleg ez csak feltételezés.

## A „kihágás a főpap ellen”

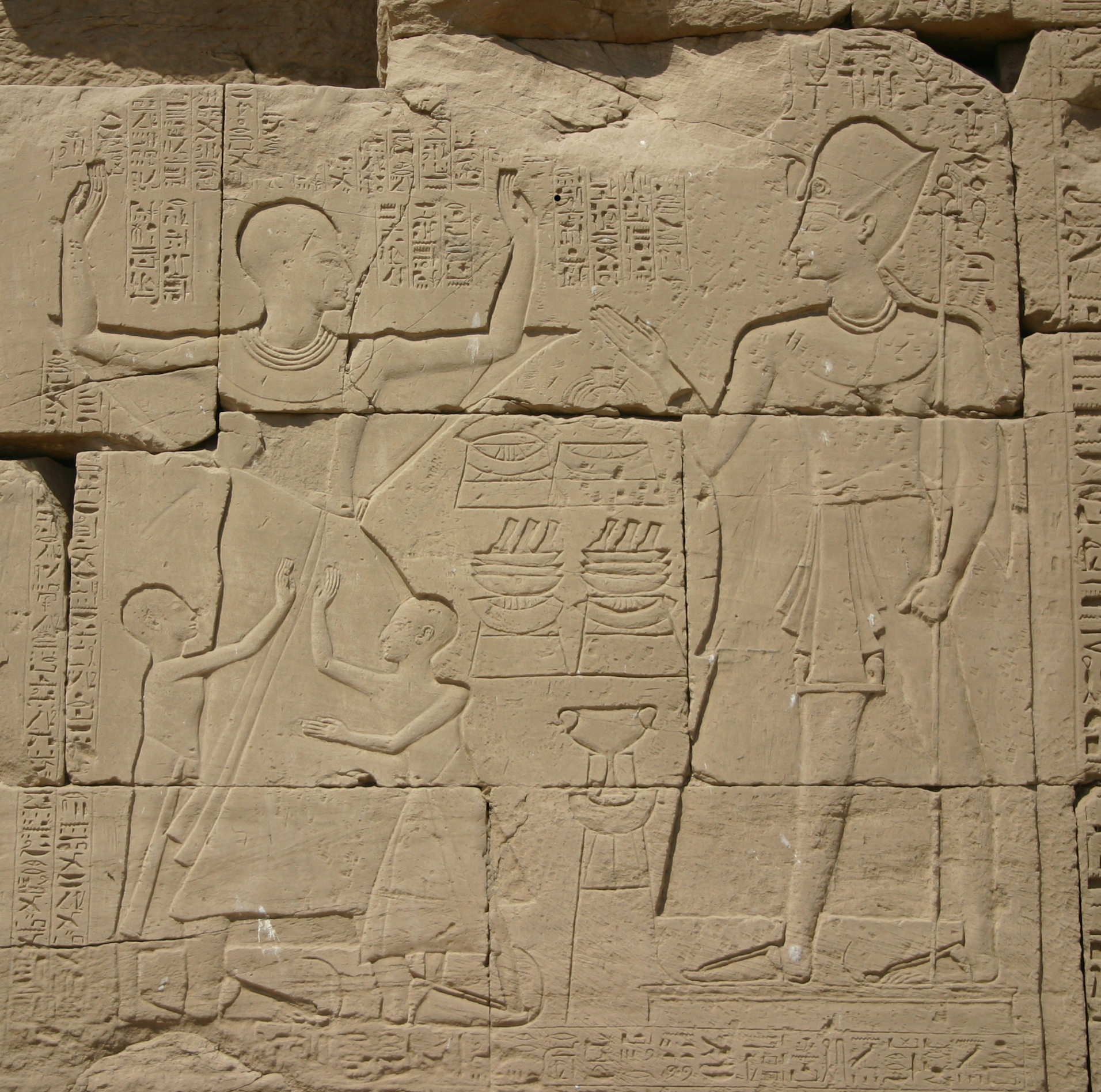
Amenhotep és IX. Ramszesz

A sírrablással kapcsolatos papiruszok (Pap. Mayer A; Pap. B.M. 10383; Pap. B.M. 10052) utalásaiból kikövetkeztethető, hogy a wehem meszut néven ismert korszak kezdete előtt valamivel Paneheszi, Kús alkirálya megtámadta Thébát és elmozdította Amenhotep főpapot hivatalából. A 20. század első évtizedeiben sok volt a bizonytalanság ennek az eseménynek az ideje és mibenléte, valamint Paneheszi szerepe körül. Egy korai egyiptológus, Wilhelm Spiegelberg szerint Amenhotep követte el a kihágást, Sethe azonban kimutatta, hogy Amenhotep az áldozat volt, nem az elkövető. Az eseményt IX. Ramszesz idejére vagy XI. Ramszesz uralkodásának első éveire tették, ma azonban általánosan elfogadott, hogy nem sokkal a wehem meszut, a XI. Ramszesz 19. uralkodási évében kezdődött korszak kezdete előtt történt, és maga a korszak kezdete egy olyan, zavaros időszak végét jelentette, amelynek része lehetett Amenhotep elmozdítása hivatalából.
Kim Ridealgh részletes tanulmányában bizonyította, hogy az egyiptomi thỉ szó „elnyomásként” való hagyományos fordítása félrevezető, mert azt sugallja, Amenhotepet megtámadták vagy megfosztották szabadságától. A szó valójában általános kifejezés egy agresszív cselekedetre, így semlegesebb kifejezés használandó.
Nem tudni pontosan, hogy ért véget ez a kihágás, de azt tudni, hogy Paneheszi délre menekült, és Núbiában még legalább tíz éven át sikerült megtartania hatalmi bázisát, mert ekkor említi Pianh Ámon-főpap egy levele. Nem tudni, hogy Amenhotep főpap túlélte-e Paneheszi fellépését ellene, Wente azonban közzétette egy súlyosan sérült karnaki felirat fordítását, melyben egy főpap (akinek neve nem maradt fenn, de majdnem teljesen biztos, hogy Amenhotepről van szó) visszatekint arra az időszakra, amikor elmozdították hivatalából. A szöveg erősen utal arra, hogy Amenhotepet az uralkodó kérésére visszahelyezte pozíciójába. Amennyiben Amenhotepet Herihór követte, úgy a wehem meszut ötödik évében már nem volt hivatalban, mert ebben az évben indul el a Wenamon utazásában említett Wenamon Bübloszba. Mivel Wenamon története már Herihórt említi főpapként, Amenhotep valószínűleg már meghalt addigra. Nem biztos azonban, hogy a Wenamon utazásában említett ötödik év valóban a wehem meszut ötödik évére utal. Amenhotep másik lehetséges utódát, Piahnot elsőként a wehem meszut hetedik évében említik teljes bizonyossággal. Amennyiben Herihór pályafutása Pianhé előtt zajlott (ami ma már Jansen-Winkeln és sok más egyiptológus szerint vitatott), akkor Amenhotep pályafutásából már nem sok volt hátra a kihágás után.

## Wermai levele
G. Fecht 1962-ben publikálta azt az elméletét, hogy a moszkvai 127. papirusz, közismert nevén a Wermai levele valójában rejtett utalásokat tartalmaz Paneheszi alkirály cselekedeteire Amenhotep főpap ellen, és a Wermai név egy hasonló főpapi címből alkotott szójáték. Amennyiben ez az elmélet igaz, a történet további bizonyítékkal szolgál arra nézve, hogy Amenhotep visszatért hivatalába. Fecht elméletével Ad Thijs is foglalkozott, és felvetette, hogy a levél talán „propaganda, melynek célja Paneheszi lejáratása volt a leverését követő években, amikor valószínűleg még mindig komoly fenyegetést jelentett Amenhotepre nézve.”

## Neszamon
Amenhotep fivérét, Neszamont, Ámon második prófétáját szintén említik főpapként apja, Ramszesznaht egy szobrának talapzatán. Tudni azonban, hogy sem elődje, sem utóda nem volt fivérének: Amenhotep főpapságának első éveiben egy bizonyos Tjanefert említenek második prófétaként, ami azt mutatja, Neszamon csak később érte el ezt a magas rangot, a wehem meszut 7. évére datált híres orákulumban pedig Neszamon még mindig csak második próféta Pianh főpap mögött. Pianh azonban az ábrázolásokon többnyire félreáll és hagyja, hogy Neszamon végezze el a hagyományosan a főpap feladatának minősülő tevékenységeket.
Felmerült, hogy Neszamon talán ideiglenesen tölthette be a főpap szerepét bátyja helyett Paneheszi támadása során. Ez megmagyarázhatja, miért engedte Pianh főpap, hogy olyan tevékenységeket végezzen, amelyek normális esetben kizárólag a főpap számára voltak fenntartva.

## Fordítás
- Ez a szócikk részben vagy egészben  az   Amenhotep (High Priest of Amun) című angol Wikipédia-szócikk ezen változatának fordításán alapul.  Az eredeti cikk szerkesztőit annak laptörténete sorolja fel. Ez a jelzés csupán a megfogalmazás eredetét és a szerzői jogokat jelzi, nem szolgál a cikkben szereplő információk forrásmegjelöléseként.

## További irodalom
- Wilhelm Spiegelberg, Die Empörung des Hohenpriesters Amenhotpe unter Ramses IX, ZÄS 58 (1923), 47-48
- Kurt Sethe, Die angebliche Rebellion des Hohenpriesters Amenhotp unter Ramses IX, ZÄS 59 (1924), 60-61
- T. Eric Peet, The Supposed Revolution of the High-Priest Amenhotpe under Ramesses IX, JEA 12 (1926), 254-259
- G. Fecht, Der Moskauer "literarische Brief" als historisches Dokument, ZÄS 87 (1962), 12-31
- Ad Thijs, The Troubled Careers of Amenhotep and Panehsy: The High Priest of Amun and the Viceroy of Kush under the Last Ramessides, SAK 31 (2003), 289-306
- Ad Thijs, The Second Prophet Nesamun and his claim to the High-Priesthood, SAK 38 (2009), 343-353
- Kim Ridealgh, A Tale of Semantics and Suppressions: Reinterpreting Papyrus Mayer A and the So-called 'War of the High Priest' during the Reign of Ramesses XI, SAK 43 (2014), 359-373
- Ute Rummel,War, death and burial of the High Priest Amenhotep: The archaeological record at Dra’ Abu el-Naga, SAK 43 (2014), 375-397